# Татаров, Николай Юрьевич
Никола́й Ю́рьевич Тата́ров (партийный псевдоним Костров; 1877, Варшава — 22 марта [4 апреля] 1906, там же) — политический деятель, участник рабочего движения, член ЦК партии социалистов-революционеров. Впоследствии ренегат революционного движения, агент Охранного отделения. Публицист, журналист, переводчик польской литературы на русский язык. Друг детства Б. В. Савинкова.
Участник Польской социалистической партии. Инициатор создания революционной группы «Рабочее знамя» в Польше и подпольной типографии партии социалистов-революционеров в Иркутске. Впервые в России предпринял легальное издание сборника статей заграничного органа партии эсеров «Революционная Россия». Деятельность Татарова-революционера высоко ценили лидеры эсеров Н. С. Тютчев, Г. А. Гершуни и Б. В. Савинков.
Информация Н. Ю. Татарова о террористке Татьяне Леонтьевой позволила Департаменту полиции предотвратить её покушение на императора Николая II. Заслугу Татарова в деле раскрытия покушения на генерала Д. Ф. Трепова отмечал П. А. Столыпин. В результате интенсивной осведомительной работы агента Охранного отделения были выданы Н. С. Тютчев, М. А. Новомейский, П. С. Ивановская, А. В. Якимова, Б. Н. Моисеенко, Е. О. Дулебов (Агапов), Ш.-Д. Ш. Боришанский (Подновский), а также многие другие члены Боевой организации партии социалистов-революционеров.
Деятельность Татарова-осведомителя составляла конкуренцию деятельности известного двойного агента Охранного отделения и ЦК партии эсеров Евно Азефа, что также вызвало желание последнего избавиться от конкурента. Оба провокатора взаимно обвиняли друг друга в провалах партии, но за провокаторскую деятельность эсерами был приговорён к смерти именно Н. Ю. Татаров. 22 марта 1906 года на своей квартире в Варшаве на глазах у родителей он был убит боевиком-эсером Ф. А. Назаровым.

## Биография

### Варшава и Иркутск

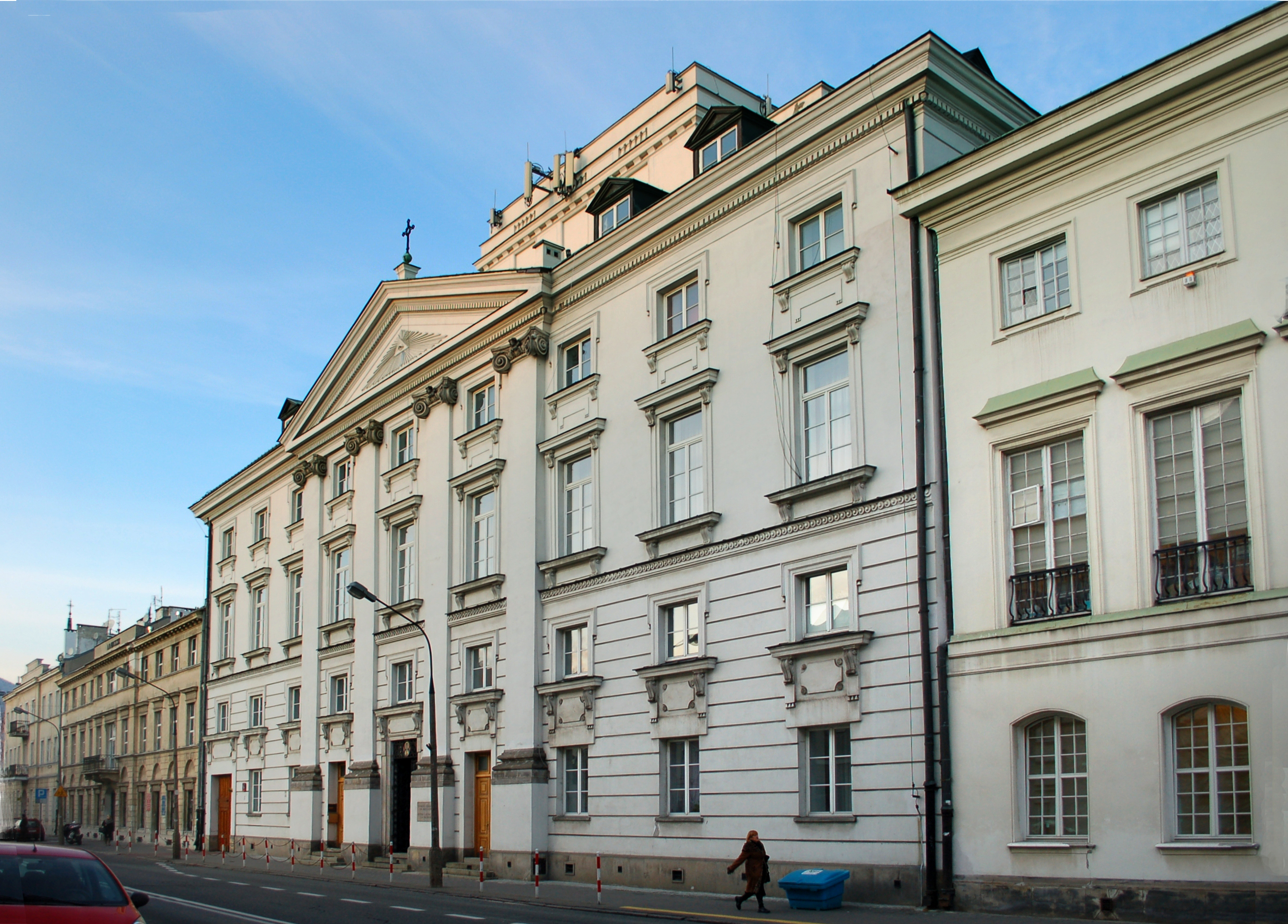
Сокафедральный собор украинской католической церкви византийского обряда, приход Успения Пресвятой Богородицы и св. епископа и мученика Иосафата на улице Мёдовой № 14, где служил отец Николая

Николай родился в семье протоиерея Варшавского кафедрального собора греко-католической церкви Юрия Татарова. Юрий Васильевич Татаров был кандидатом Киевской духовной академии, рукоположен в священники ещё в 1865 году. В детстве Николай был дружен с Борисом Савинковым. В первый раз в поле зрения полиции он попал в 1892 году — за участие в студенческом движении; после этого ещё трижды привлекался к ответственности по различным политическим делам, в том числе в Киеве, откуда был выслан в Варшаву под гласный надзор полиции за участие в революционных кружках.
Николай подал прошение в Департамент полиции о помиловании, чтобы поступить на службу в варшавскую таможню. В 1898—1899 годах он участвовал в работе Польской социалистической партии, за что несколько месяцев отбывал срок в Варшавской цитадели, из которой в начале 1899 года освободился досрочно под залог в 300 рублей, внесённый его отцом. После этого молодой человек по ходатайству отца устроился на работу в Привислинскую железную дорогу. В. П. Денисенко отмечал диссонанс в семейных отношениях Николая Татарова, нацеленного на революционную деятельность, в то время как его отец служил священником-униатом, а брат и зять были полицейскими офицерами — его сестра была замужем за полицейским приставом. После отбытия тюремного заключения Николай Юрьевич по-прежнему конспиративно встречался в помещении библиотеки на Маршалковской улице с членами Польской социалистической партии, принимая участие в партийных делах, в частности, 1 мая 1899 года распространял антиправительственные прокламации среди варшавских рабочих.
Молодой революционер вполне отдавал себе отчёт во всех негативных последствиях своей конспиративной работы. На исходе его пребывания в Варшавской цитадели в тюремной камере его посетил варшавский прокурор; заключённому недвусмысленно было сказано, что, несмотря на все хлопоты его отца об освобождении сына на поруки, история с участием Николая Татарова в националистической ПСП не может закончиться для него так же легко, как студенческое дело в Киеве, даже если в этот раз ему удастся добиться досрочного освобождения. «Вам никогда не простят того, что вы, русский, здесь, в Варшаве, приняли деятельное участие в организации социалистической, польской и работали среди поляков против русского правительства».
В 1899 году Татаровым в Варшаве была организована социал-демократическая группа «Рабочее знамя», в которую вошли впоследствии видные революционеры, 30 сентября этого же года он полностью перешёл на нелегальное положение. В феврале 1901 года он был арестован и содержался в Петропавловской крепости. В заключении объявил голодовку и голодал 22 дня. По решению суда в конце 1901 года был выслан на пять лет в Восточную Сибирь, в Иркутск. Бывший начальник Петербургского охранного отделения А. В. Герасимов позднее писал, что Татаров был выслан в Сибирь за организацию революционной, нелегальной типографии, если только он не смешивал при этом организацию более поздней нелегальной типографии в Иркутске. По сведениям Н. С. Тютчева, путь в сибирскую ссылку Татарову в 1902 году не пришлось совершить по этапу, полиция разрешила ему следовать туда железной дорогой за свой счёт. В Иркутске сосланному довольно легко удалось задержаться в самом городе и устроиться на железнодорожную службу, однако всего этого можно было добиться без содействия полиции, благодаря обширным связям его отца.
В Иркутске Николай Юрьевич близко познакомился с некоторыми старыми ссыльными, бывшими деятелями организации «Народная воля». Под их влиянием в 1903—1904 годах он вступил в партию социалистов-революционеров, заняв там высокое место и порвав с социал-демократами. Там же Н. Ю. Татаровым была организована тайная типография эсеров, которая работала больше года. В ней было изготовлено несколько эсеровских брошюр и прокламаций. Она так и не была обнаружена полицией, и успешное налаживание её работы принесло её основателю славу надёжного конспиратора и опытного революционера. Одной из таких брошюр, изданных его типографией в Иркутске, был сборник на острополитическую тему «История одного преступления. Кишинёвский погром», выпущенный под полным именем Н. Ю. Татарова в 1904 году якобы в Москве. Однако Татаров начал публиковаться и легально: в иркутском «Восточном обозрении» молодой человек печатался под инициалами Н. Ю. Т.

### Возвращение из ссылки и агентурная работа

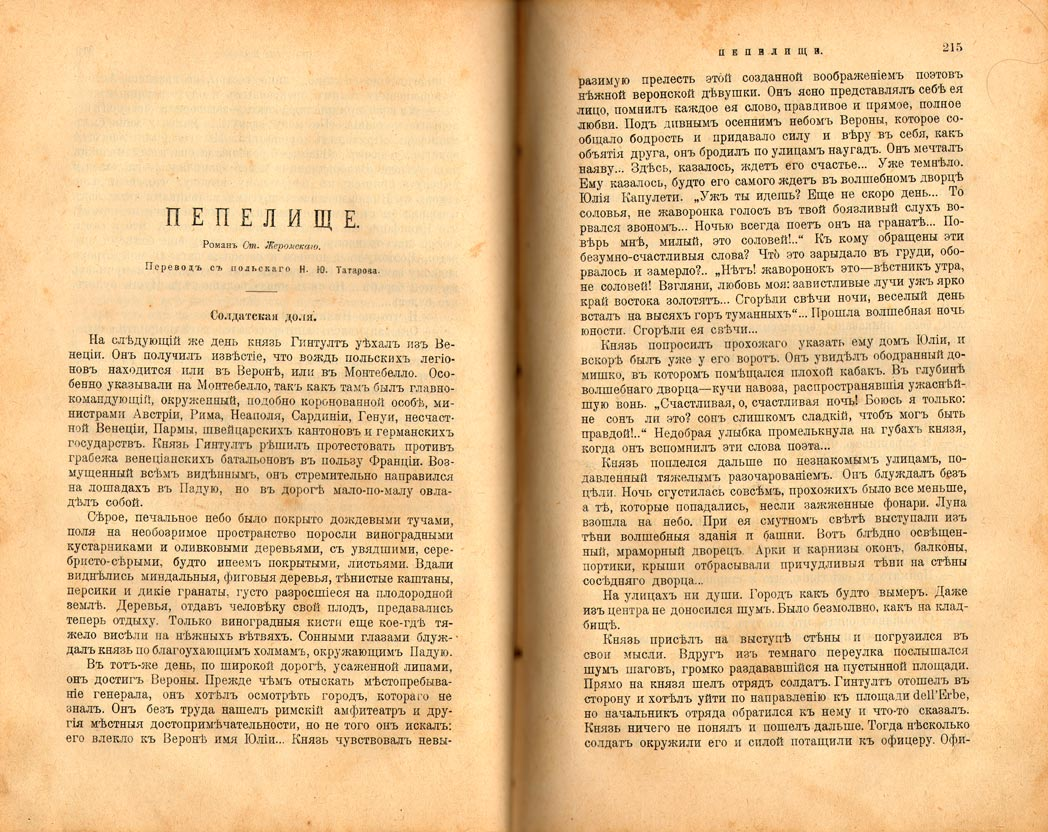
Литературная деятельность осуждённого эсера протекала легально. «Русское богатство», июнь 1903 года

Николай Юрьевич великолепно владел польским языком, и свои переводы польских прозаиков в столичных журналах он публиковал под настоящей фамилией. Он переводил Стефана Жеромского, Марию Конопницкую, Владислава Реймонта, Гжегожа Гласса, Станислава Пшибшевского. В конце 1904 года Н. Ю. Татаров пошёл на контакт с иркутским военным генерал-губернатором графом П. И. Кутайсовым, хорошо знавшим его отца. Кутайсов до этого работал в Варшаве начальником варшавского жандармского округа, Николай был близко знаком с сыном Кутайсова ещё по Варшаве. В обмен на прекращение ссылки, обещанное П. И. Кутайсовым, Татаров согласился стать агентом Департамента полиции. Вербовка нового агента происходила при посредстве П. И. Рачковского.
Департамент полиции с готовностью принял предложение иркутского генерал-губернатора, поскольку испытывал нехватку центральной агентуры среди эсеров. Кроме Евно Азефа, находившегося за границей, не было никого, да и его информация не во всём устраивала Охранное отделение. Именно в этот момент между Азефом и Департаментом полиции наметилось взаимное недоверие, вызванное структурными изменениями в руководстве политического сыска, и их отношения на некоторое время были прерваны. Эта вынужденная пауза не особенно озадачила руководителей Департамента полиции, поскольку у Охранного отделения нашёлся новый надёжный и осведомлённый агент: Николай Татаров.
Обретение нового сотрудника с обширными связями в центре России было большой удачей для Департамента полиции. 27 января 1905 года он телеграфировал в Иркутск о разрешении Николаю Юрьевичу вернуться в Санкт-Петербург. В качестве предлога для досрочного освобождения ссыльного было выбрано плохое самочувствие его отца. 9 февраля молодой человек покинул место ссылки и приблизительно 20 февраля прибыл в столицу. Здесь он встретился с Н. С. Тютчевым и Г. М. Фриденсоном. Благодаря информации, полученной от двух этих лиц, уже 16—17 марта (29—30 марта по новому стилю) в Санкт-Петербурге начались многочисленные аресты среди эсеров, но двое названных ветеранов революционного движения не пострадали, в частности, для Тютчева было сделано исключение «в видах охранения агентурного источника», хотя он также был выдан Н. Татаровым.
Дальнейшее развитие событий показало, что расчёт был сделан верный: старый народоволец помог молодому революционеру совершить стремительную партийную карьеру. Тютчев сделал Татарова разъездным агентом Центрального комитета, а затем и непосредственно ввёл его в члены ЦК. В ходе поездок по стране новоявленный агент эсеров побывал в Киеве, Минске, Ялте. Однако положение Татарова в ЦК было всё же несколько иным, чем у Азефа; в частности, к делам Боевой организации эсеров Николай Юрьевич по-прежнему не имел доступа. Тем не менее он располагал достаточной информацией о структуре самой партии и принципах партийной работы. При этом то, что Департамент полиции имел внутри ЦК партии эсеров уже двух, а не одного осведомителя, ставило в сложное положение, в первую очередь, Е. Ф. Азефа. Теперь приоритета Азефа, занимавшегося двойной игрой, в вопросах осведомления Охранного отделения о внутрипартийных делах эсеров более не существовало, и руководство Департамента полиции могло сопоставлять информацию, полученную из двух разных нескоординированных источников.

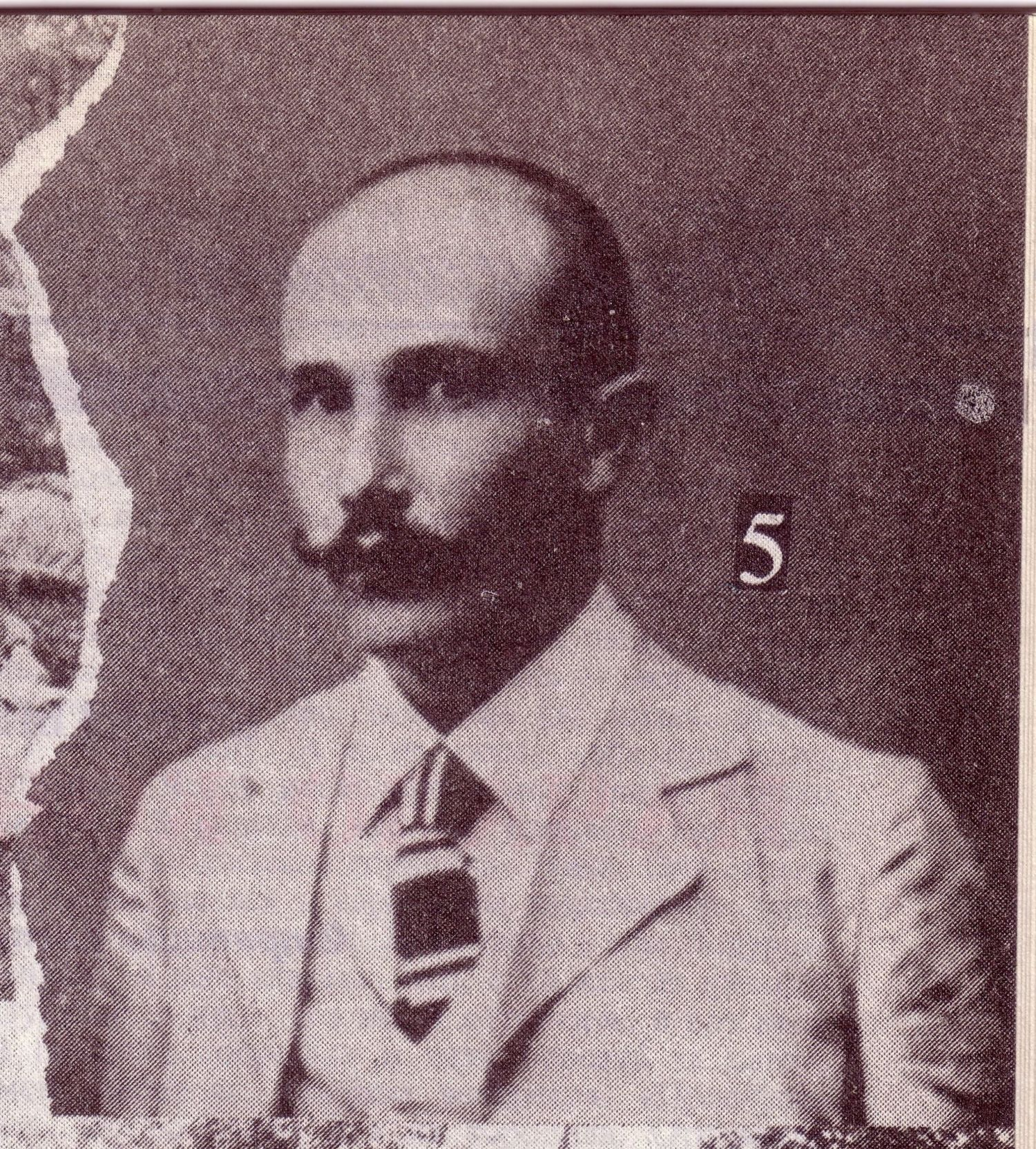
Б. В. Савинков на фрагменте группового фото в Вологде в апреле — мае 1903 года

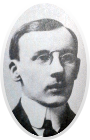
Борис Николаевич Моисеенко

Однако самостоятельная работа Н. Ю. Татарова-осведомителя таила в себе свои сложности. Информация о Боевой организации партии эсеров, которую передавал в Департамент полиции Николай Юрьевич, не отличалась ни полнотой, ни точностью. По неопытности он многого не знал, поэтому путался сам и вводил в заблуждение руководство Петербургского охранного отделения. Так, в самых ранних сообщениях о мартовских арестах 1905 года говорилось о задержании Б. В. Савинкова, и Департамент полиции долго придерживался этого убеждения, путая Б. В. Савинкова и Б. Н. Моисеенко, который действительно оказался в числе арестованных. За две недели до ареста боевиков в петербургской гостинице «Бристоль» произошёл мощный взрыв, в результате которого от неосторожного обращения со взрывчаткой погиб эсер Максимилиан Швейцер, имевший партийные клички Павел и Леопольд. В гостинице он жил по паспорту британского подданного Артура Генри Мюр Мак-Куллона. Охранному отделению так и не удалось выяснить, с кем именно ему пришлось столкнуться при расследовании причин взрыва. Задержания среди эсеров не смогли пролить свет и на раскрытие убийств великого князя Сергея Александровича и министра внутренних дел В. К. Плеве.
Некоторое время Николай Юрьевич жил в Одессе, здесь и состоялась его кооптация в ЦК партии эсеров силами А. И. Потапова (А. Рудина), А. В. Якимовой и В. В. Леоновича. Осенью 1905 года, находясь в Париже, он предпринял первое в России легальное издание сборника статей заграничного органа партии эсеров «Революционная Россия», напечатав в петербургской эсеровской газете «Сын отечества» объявление с именами М. Р. Гоца, Л. Э. Шишко, В. М. Чернова, О. С. Минора, А. Н. Баха и других. Эта инициатива с раскрытием подлинных имён эсеровских вожаков без их личного согласия вызвала неоднозначную реакцию в среде эсеров. Тем не менее высокого мнения о деятельности Н. Татарова-эсера были Н. С. Тютчев, Б. В. Савинков и Г. А. Гершуни.
Николай Юрьевич находился в прямом контакте с директором Департамента полиции А. А. Лопухиным. Наряду с Е. Ф. Азефом он был одним из важнейших информаторов Департамента полиции о деятельности Боевой организации и партии социалистов-революционеров, а после убийства эсерами Н. Ю. Татарова А. А. Лопухин был убеждён, что и Азеф был казнён вместе с ним. 8 сентября 1905 года члену петербургского комитета эсеров Е. П. Ростковскому было доставлено анонимное письмо, написанное сотрудником Департамента полиции Л. П. Меньщиковым, в котором сообщалось о наличии в руководстве партии социалистов-революционеров двух осведомителей Департамента полиции — Е. Азефа и Н. Татарова.

### Следствие, обвинение и защита
Б. В. Савинков позднее вспоминал, что это письмо в то время не вызвало у него никаких подозрений в отношении своих друзей-однопартийцев: не говоря об Евно Азефе, он и Татарова не мог заподозрить в провокации. Тем не менее в связи с подозрением о наличии в центральных органах партии эсеров предателя по инициативе М. Р. Гоца в Женеве была назначена комиссия в составе Н. С. Тютчева, Б. В. Савинкова, В. М. Чернова, А. Н. Баха, которая, проанализировав информацию о Татарове, сделала вывод о его сомнительной деятельности (отсутствие правдивых объяснений о наличии денег на организацию издательства революционной литературы, указание членам комиссии ложных мест его проживания в Женеве, утаивание от членов ЦК факта личного знакомства с графом П. И. Кутайсовым и др.). Вызывали сомнения как чрезмерные расходы, так и некоторые неконспиративные действия Татарова. В свою очередь, Николай Юрьевич все подозрения в свой адрес отверг и вины за собой не признал. В ходе партийного следствия над Н. Ю. Татаровым Б. В. Савинков и В. М. Чернов имели личную беседу с предполагаемым провокатором, но ни тот, ни другой признательных показаний от обвиняемого не услышали. По решению Центрального комитета Н. Ю. Татаров на основании подозрений и без явных доказательств был отстранён от партийной работы для дальнейшего выяснения всех обстоятельств его деятельности. Ему было предложено находиться дома в Варшаве и держать ЦК партии эсеров в курсе относительно своих передвижений.
После предъявления обвинений Татарову тот направился в Россию. По пути в Варшаву из Берлина он написал несколько писем, в которых попытался оправдаться в своих действиях. Николай Юрьевич строил защиту, напоминая о своих былых революционных успехах. Так, он писал, что организация типографии в Иркутске была целиком его заслугой. В арестах 17 марта 1905 года он не повинен, якобы, потому, что не знал в Петербурге никого, кроме Н. С. Тютчева, а деятельность М. Новомейского была ему ещё не известна. В Одессе Татаров был в середине июня 1905 года, за несколько дней до начала восстания на броненосце «Потёмкин», был на собраниях Центрального комитета восставших, был в тесном контакте со всеми ключевыми фигурами восстания, и никто из них, по его словам, не пострадал. После этого, когда он находился за границей, О. С. Минор и И. Н. Коварский могли засвидетельствовать, что он, Татаров, был занят исключительно делами издательства революционной литературы, что не похоже на деятельность вредителя партии.
…Вы не можете представить, какой ужас — выставленные вами обвинения для человека, который, кроме трёх лет тюремного заключения (в три приёма) и первых полутора лет ссылки, остальные восемь с половиной лет своей революционной деятельности жил непрерывной мучительной революционной работой, которая была для него всем. Теперь я думал идти на работу на жизнь и на смерть, и вот удар. […] А затем единственное, что мне остаётся после всего ужаса, пережитого в эти дни: я ухожу от революции и не буду никого видеть, никого знать, и все свои силы посвящу выполнению (террористического) акта, без чьей-нибудь помощи, без чьего-нибудь участия. Если вы отнесетесь ко мне с бо́льшим доверием после этого письма и согласитесь помочь мне реабилитировать себя, я всё-таки уйду от людей и от работы, так как жить и работать мне теперь с людьми невозможно. […] Благодаря этим качествам, я не знал того, что называется личной жизнью, лично был всегда только в муку себе и другим. Кроме революции, ничто никогда не озаряло мою жизнь. Но если я говорил неправду, то я не умел ходить кривыми путями, не умел лицемерить… […] Я не боялся знакомства с П. И. Кутайсовым, как не боялся бы знакомства со всяким высокопоставленным лицом. Я настолько жил всегда мыслью о революции, что никакое знакомство меня не могло унизить. […] Одна мысль — польза революционного дела — сознательно или бессознательно руководила мной во всём. Личного интереса я не знал. И я не унижался.
Кроме этого, Татаров подозревал, что является объектом преследования некоего недоброжелателя из партии эсеров: «Есть лицо, которому глубже и ближе знакомы партийные дела, чем знаю их я, и которое, чтобы отвлечь внимание от себя, попробовало бросить тень на другого (я, конечно, не подозреваю здесь Центральный комитет)». Опальный эсер коснулся своего знакомства с графом Кутайсовым, которое могло бы его скомпрометировать, если бы он, Татаров, использовал его во вред революции, но, по его словам, никакое знакомство его не могло унизить, поскольку истинная цель знакомства с Кутайсовым — это помощь его сына в прохождении через цензуру партийной литературы, изданием которой занимался Николай Юрьевич.
Одно из писем Татарова посвящено поиску психологических мотивов, объясняющих странности его поведения. Самоанализ и картина трудного детства, по мысли автора, должны служить оправданием его неискренности, замкнутости и забывчивости. Он рассказывал, как с детских лет жил в окружении чуждых и даже враждебных ему интересов семьи, и вместе с тем родительская любовь и сыновний долг связывали его с семьёй, поэтому он вынужден был несколько лет заниматься революционной работой в обстановке лжи и двуличия: «молчание, скрытность, неправда крепко въелись в душу». В оправдание своих недостатков он утверждал, что его пороки могли повредить только ему, но не делу революции: «Я не знаю случая, чтобы моя неправда носила дрянной характер когда-нибудь или чтобы она допускалась в революционной работе. Пусть всё-таки это было нехорошо, но страдал-то я один от этого». Далее автор письма жаловался на скверную память и рассеянность. Борис Савинков констатировал, что письма Татарова по сути ничего не объяснили комиссии ЦК ПСР по предъявленным подозреваемому пунктам обвинения.
Женевская комиссия закончила обсуждение подозреваемого приблизительно к концу октября 1905 года. Полного единодушия среди членов комиссии относительно последующей судьбы подозреваемого не было. Больше всех недоволен половинчатым решением ЦК по Татарову был Азеф, который упрекал своих товарищей в нерешительности и мягкотелости. Азефа как заинтересованное лицо на собрания комиссии не приглашали, персональный вопрос о нём вообще не рассматривали, а сам он отсутствовал в Женеве во время принятия решения. По мнению историка Б. И. Николаевского, если бы Азеф не отъехал в это время в Альпы на отдых, то Николая Юрьевича не было бы в живых уже осенью 1905 года. Хронология событий, выстроенная Николаевским, предполагает, что обвинения Азефа в ренегатстве в отношении Татарова были предъявлены до того, как тот открыто обвинил Азефа, то есть сначала Азеф обвинил в предательстве Татарова, а уже после этого Татаров был вынужден обороняться встречными обвинениями.
Произошло это следующим образом. После Манифеста 17 октября 1905 года в результате политической амнистии в России к Николаю Юрьевичу в Киев из Иркутска приехал Григорий Фриденсон. Его целью была попытка лично получить объяснения от Татарова по аресту Моисея Новомейского, задержанного за попытку доставки динамита из Иркутска, так как о миссии Новомейского знали только Фриденсон и Татаров. Дело происходило уже после женевского решения ЦК по отстранению последнего от партийной работы. Подозреваемый по-прежнему отрицал возводимые на него обвинения; новым было лишь то, что он впервые открыто упомянул в качестве истинного партийного предателя Евно Азефа. По словам Татарова, его имя он смог узнать от своего зятя Семёнова, полицейского пристава в Петербурге, который при посредстве А. Л. Ратаева, отставленного от агентурной службы П. И. Рачковским, сообщил ему эти сведения. Информацией Татарова, в первую очередь, были возмущены члены Боевой организации эсеров, которую возглавлял Азеф. Это и было, по словам Б. И. Николаевского, последней каплей, переполнившей чашу терпения эсеров. С их стороны это выглядело просто как желание предателя спасти свою жизнь любой ценой, в том числе посредством клеветы на невинного человека — уважаемого члена ЦК и легендарного руководителя Боевой организации эсеров.
В конце 1905 года комиссия ЦК партии эсеров возобновила своё расследование дела о провокаторстве уже в России. В ходе него Николай Юрьевич по-прежнему перекладывал вину в предательстве партийного дела с себя на Азефа (партийная кличка «Толстый»). В. М. Чернов и Б. В. Савинков, возмущённые обвинениями Н. Ю. Татарова в предательстве Азефа, настаивали на вынесении Николаю Юрьевичу смертного приговора. А. Н. Бах также высказался за убийство, хотя в делах возобновлённой комиссии уже не участвовал, поскольку остался за границей. Даже Н. С. Тютчев склонялся к тому, что его протеже определённо являлся отступником. Тем не менее в своих воспоминаниях Б. В. Савинков явно упрощал картину принятия решения по делу о предательстве, когда писал, «что расследование о Татарове, произведённое в России, убедило трёх членов следственной комиссии — Чернова, Тютчева и меня (четвертый, Бах, был за границей и о результатах расследования не знал) — в виновности обвиняемого. Я предложил Центральному комитету взять на себя организацию убийства Татарова, и Центральный комитет дал на это своё согласие».
Л. Г. Прайсман поясняет, что в действительности с разрешением на убийство Татарова всё обстояло гораздо сложнее. «Комиссия, созданная для расследования дела Татарова, не приняла решение о его убийстве. Не принимал такого решения и ЦК партии». Более того, Тютчев позднее заявил: «Я формального разрешения не давал». А его разговор с Черновым об убийстве Татарова носил лишь предварительный характер. Когда, три года спустя, шла судебно-следственная комиссия эсеров по делу Азефа, возник вопрос к Б. В. Савинкову и об убийстве Николая Татарова: «Комиссия, как известно из показания члена его Тютчева, не делала постановления об убийстве Татарова. С другой стороны, из показаний товарищей членов ЦК нам известно о том, что они ничего не знали о предполагавшемся убийстве Татарова и потому не могли выражать своего согласия. Вот обстоятельство, которое требует объяснения». Тем не менее, находясь в атмосфере борьбы с неясным предательством и провокацией, всю организацию по ликвидации Татарова с молчаливого и весьма неопределённого согласия остальных взял на себя, по собственному признанию, Борис Савинков. Он составил план покушения, выбрал боевую группу для приведения в исполнение партийного приговора, а также сообщил о составленном им плане Азефу, который одобрил эту инициативу.

### Приговор
Для исполнения смертного приговора Б. В. Савинков пытался заманить жертву на варшавскую конспиративную квартиру по улице Шопена якобы для проведения очередного партийного разбирательства. Там его поджидали, кроме самого Савинкова, пять боевиков-эсеров: Б. Н. Моисеенко с женой М. А. Беневской (у Моисеенко с Татаровым были свои счёты: Борис Николаевич был выдан Николаем Юрьевичем в марте 1905 года в числе полутора десятков боевиков-эсеров), Н. С. Калашников, И. В. Двойников, Ф. А. Назаров (Е. И. Селивестров). Однако Татаров почувствовал подвох и уклонился от встречи. И всё же 22 марта 1906 года в Варшаве Николай Юрьевич на своей квартире и в присутствии родителей был убит рабочим-боевиком Ф. А. Назаровым, который для этой цели оделся в форму студента, двумя пулями была ранена и его мать. Сам Назаров отрицал, что имел намерение причинить вред родителям Татарова. В воспоминаниях Бориса Савинкова содержится фрагмент, в котором Назаров рассказывал Савинкову подробности убийства. По его словам, придя в дом к Татарову, Назаров вынужден был солгать швейцару, назвавшись посетителем соседней с квартирой Татаровых квартиры протоиерея Гусева:

Позвонил. Старуха вышла. — Можно видеть, говорю, Николая Юрьевича? — А вам, спрашивает, зачем? Говорю: нужно. Вышел отец: вам кого? Николая Юрьевича, говорю. — Его видеть нельзя… Тут, смотрю, сам Татаров выходит. Стал на пороге, стоит, большой такой. Я вынул револьвер, поднял. Тут старик толкнул меня в руку. Я стал стрелять, не знаю, куда пули ушли. Бросился на меня Татаров, все трое бросились. Мать на левой руке висит, отец на правой. Сам Татаров прижался спиной к груди, руками револьвер у меня вырывает. Я револьвер не даю, крепко держу. Только он тянет. Ну, думаю, и его не убил, и сам попался. Только левой рукой попробовал я размахнуться. Оттолкнул, старуха упала. Я левой опять рукой нож вынул и ударил ему в левый бок. Он мою руку пустил, сделал два шага вперёд и упал. Старик за правую руку держит. Я в потолок выстрелил, говорю: пусти — убью. Старик руку пустил. Тут я подошёл к Татарову, положил ему в карман записку: «Б. О. П. С.-Р».— Б. В. Савинков, «Воспоминания террориста». Часть вторая. Глава первая. Покушение на Дубасова и Дурново. VIII
Некоторые детали убийства попали в прессу, в частности, в «Варшавский дневник». Из газетных сообщений следовало, что Татаров, несмотря на могучее телосложение, не оборонялся, но после непродолжительной словесной перепалки и последовавших револьверных выстрелов в первой комнате уцелел и сразу же пустился в бегство. Квартира родителей была довольно большой, и Назаров преследовал свою жертву через всю квартиру, пока Николай Юрьевич не вбежал в спальню родителей, бывшую тупиковой комнатой, где упал на кровать, на которой Назаров и заколол его финкой. Для совершения убийства Назаров зашёл в квартиру жертвы с парадного входа, а вышел с ближайшего к спальне чёрного хода, после чего через двор попал на улицу. Предупреждённый родителями дворник не смог помешать беспрепятственному уходу Фёдора Назарова с места преступления. Полиции также не удалось разыскать следов преступника.
Фёдор Александрович Назаров был слесарем Сормовского завода (Нижний Новгород), родом из крестьян, член боевой дружины в Нижнем Новгороде с 1905 года, с 1906 года — член Боевой организации партии социалистов-революционеров. Участник покушения на нижегородского губернатора П. Ф. Унтербергера. В мае 1906 года вместе с другими членами Боевой организации был арестован после неудачного покушения на генерала В. С. Неплюева в Севастополе. Был осуждён к четырём годам каторжных работ. Бежал из мест заключения и был убит при переходе границы.
Расследованием убийства Н. Ю. Татарова занимался чиновник особых поручений при Варшавском охранном отделении М. Е. Бакай (Михайловский). Михаил Ефремович позднее рассказывал, что о мотивах убийства Татарова ему не было известно совершенно ничего, Варшавское охранное отделение не было в курсе того, что Николай Юрьевич являлся агентом Департамента полиции. По мере производства дознания он узнал от помощника варшавского генерал-губернатора генерала Л. К. Утгофа о связях убитого осведомителя и Петербургского охранного отделения. Одновременно Бакаю удалось найти телеграфную переписку между Н. Ю. Татаровым и П. И. Рачковским. Впоследствии Михаил Бакай стал тем человеком, кто наряду с Л. П. Меньщиковым, являясь чиновником Департамента полиции, содействовал эсерам в раскрытии агентурной сети Охранного отделения, внедрённой в ряды революционеров. В частности, Бакай способствовал выяснению истинной роли Евно Азефа, тем самым завершив то, что не удалось сделать Л. П. Меньщикову, эпистолярное послание которого эсеры в части предательства Азефа просто проигнорировали.

## Загадки убийства Татарова
Исследователь Л. Г. Прайсман обращает внимание на несколько странностей в деле убийства эсерами Н. Ю. Татарова. Почему его шеф П. И. Рачковский не предупредил своего подопечного об опасности быть убитым эсерами, почему варшавская полиция ничего не предприняла для усиления охраны полицейского осведомителя? Откуда Николай Юрьевич мог узнать о том, что Азеф является тайным агентом Департамента полиции? Почему Татаров, почувствовав эсеровское преследование, не покинул Варшаву? Непонятна также личная заинтересованность эсеровского теоретика В. М. Чернова в убийстве Татарова, хотя он впоследствии и отказался санкционировать его ликвидацию усилиями Б. В. Савинкова.
Савинков неоднократно обращался в ЦК партии с тем, чтобы тот выпустил официальное заявление с объяснением причин убийства провокатора. Однако ЦК всякий раз уклонялся от подобной миссии, пока в 1909 году не подтвердилась провокаторская роль самого Евно Азефа — в феврале 1909 года было опубликовано «Заявление судебно-следственной комиссии ЦК по делу об убийстве Татарова». А до этого момента Савинкову приходилось отвечать на неудобные вопросы партийцев о причинах убийства человека, члена ЦК, чья вина не была доказана очевидным образом, и безоговорочной санкции всех членов ЦК на её осуществление не имелось. Борис Викторович всякий раз вынужден был признавать, что исполнение приговора потенциальному предателю было сделано под его личную ответственность. Тем не менее, по свидетельству В. П. Денисенко, какая-то прокламация с разъяснением причин казни провокатора в Варшаве революционерами была распространена.

## Результаты осведомительной деятельности
Позже осведомительная деятельность Татарова была подтверждена документами Охранного отделения, предоставленными бывшим сотрудником Департамента полиции Л. П. Меньщиковым. Председатель Совета министров П. А. Столыпин, по сведениям Б. В. Савинкова, в речи, произнесённой им в заседании третьей Государственной Думы 11 февраля 1909 года, официально подтвердил, что Николай Татаров состоял на службе Петербургского охранного отделения. Деятельность Татарова подтвердили в своих воспоминаниях и бывшие работники политического сыска А. П. Мартынов и А. В. Герасимов. Последний писал, что вопреки утаиванию руководством партии эсеров деятельности партийной боевой организации от рядовых членов Татарову удалось выяснить связи некоторых партийцев с боевиками, и он их назвал. Этого было достаточно, — заключает А. В. Герасимов: «Для политической полиции имя — не звук пустой. Имя, по которому можно найти человека, — это почти всё…»
Новоявленный полицейский осведомитель назвал своему руководству всего несколько имён, но поиск названных лиц вывел полицию на след П. С. Ивановской, старой революционерки, принимавшей участие ещё в убийстве императора Александра II. В 1881 году она была арестована и приговорена к пожизненной ссылке в Сибирь, где её и встретил Н. Ю. Татаров. Однако Ивановской после более чем двадцатилетнего пребывания на каторге удалось сбежать из сибирской ссылки, и когда для продолжения революционной борьбы она вернулась в Санкт-Петербург, ей пришлось проживать там конспиративно. А. В. Герасимов писал, что у него не было никаких сомнений в том, что Прасковья Ивановская принадлежала к петербургской террористической группе: «Мы вели наблюдение за квартирой этой женщины в течение круглых суток, наши люди следили на улице за каждым её шагом. Таким образом нам удалось установить личности всех её знакомых без исключения, тем самым и членов петербургской террористической группы».
П. И. Рачковский высказался против немедленных арестов, поскольку, по сведениям Н. Ю. Татарова, у полиции ещё было время на дальнейшую разработку оставшихся ячеек боевиков-эсеров. Однако А. В. Герасимов придерживался другого мнения: после взрыва в гостинице «Бристоль» в феврале 1905 года он считал, что революционеры форсируют подготовку новых кровавых акций. «В воздухе чувствовалась близость покушения», — писал он. Возле квартиры министра внутренних дел А. Г. Булыгина внимание полиции привлёк некий подозрительный человек, который при попытке его ареста оказал вооружённое сопротивление. Тогда А. В. Герасимов прервал выжидательную тактику П. И. Рачковского, и через три недели после взрыва в гостинице «Бристоль» большая группа петербургских боевиков-эсеров была арестована. Все аресты, по сведениям А. В. Герасимова, происходили без осложнений, за исключением одного, особенности которого бывший жандармский чиновник не расшифровал.
Результатом информирования Н. Ю. Татарова стали аресты по обвинению в приготовлении покушения на Д. Ф. Трепова значительной части членов Боевой организации. Об этом сообщил в своём выступлении в Государственной Думе П. А. Столыпин. В числе арестованных были М. А. Новомейский, П. С. Ивановская, А. В. Якимова (последние две были знакомы Татарову по иркутской ссылке), Б. Н. Моисеенко, Е. О. Дулебов (Агапов), Т. А. Леонтьева, Ш.-Д. Ш. Боришанский (Подновский), Ф.-Г. Л. Кац, С. О. Эфрусси (Лазаркевич), М. М. Шнееров, М. И. Шергов, В. И. Шиллеров, Я. Г. Загородний, Б. В. Подвицкий, Е. А. Трофимов (Сидоренко), Сергей Барыков, Надежда Барыкова, Анна Надеждина. В числе первых арестованных в марте было 15 человек, затем к ним добавились новые задержанные, в общей сложности было арестовано 18 человек, Боевая организация эсеров как организованная структура перестала существовать. Все мартовские задержания производились с личного указания П. И. Рачковского, находившегося в непосредственном контакте с Н. Ю. Татаровым.
Информация Татарова, по словам А. В. Герасимова, позволила выйти на «изумительные следы». К числу таких удач начальник Петербургского охранного отделения относил эпизод с задержанием Татьяны Леонтьевой. Её дядя К. Н. Леонтьев был статским советником и помощником делопроизводителя Особого делопроизводства Кабинета его императорского величества, заведующим домом Императорского Двора. К нему домой некий подозрительный человек принёс чемодан для передачи его юной Татьяне. Отец Татьяны был также лицом высокопоставленным — якутским и тургайским вице-губернатором А. Н. Леонтьевым. Содержимое чемодана было А. В. Герасимову неизвестно, возможно, оно не заключало в себе ничего предосудительного, сомнения полицейского чиновника вызывала лишь личность носильщика. Полицейский офицер, отправленный исследовать содержимое чемодана, вернулся из дома сановника ни с чем: хозяин категорически возражал против полицейского досмотра в его собственном доме.
А. В. Герасимов вторично отправил полицейского офицера досматривать чемодан в дом К. Н. Леонтьева, и во второй раз полицейский чиновник действовал более решительно. Во вскрытом чемодане оказался динамит и части бомб в разобранном виде. Этот случай А. В. Герасимов называет поворотным в деле раскрытия агентурной сети эсеров. Он поверил в надёжность информации Н. Ю. Татарова и начал ощущать под собой прочную почву, позволившую ему перейти к более решительным мерам по розыску террористов и пресечению террористических актов, осознавая тем самым важность занимаемой им в столице должности.
История с чемоданом привела к аресту Татьяны Леонтьевой, но арест юной, богатой и красивой девушки-террористки был случаем исключительным. Если бы не этот арест, то в ближайшее время ей предстояло бы стать фрейлиной императрицы Александры Фёдоровны, и она планировала совершить покушение на императора Николая II на одном из придворных балов. Однако после многомесячного заключения в Петропавловской крепости девушка психически заболела, в результате родным удалось её освободить из заключения и отправить на лечение. Татьяна Александровна оказалась в Швейцарии, где обратилась за советом к эсерам и лично к Б. В. Савинкову. Тот посоветовал ей прекратить политическую деятельность до полного выздоровления. Совет однопартийца расстроил девушку, и тогда она примкнула к другой революционной организации, твёрдо решив во что бы то ни стало совершить некий героический акт. Татьяна приехала в швейцарский Интерлакен и поселилась в отеле «Юнгфрау». В этом отеле отдыхал семидесятилетний парижский рантье Шарль Мюллер, который и обратил на себя внимание революционерки. 1 сентября 1906 года во время обеда Татьяна Леонтьева застрелила этого старика из браунинга, приняв его за бывшего министра внутренних дел П. Н. Дурново. Внешнее сходство Мюллера и Дурново усугубляло и то, что Шарль Мюллер носил то же самое имя, которым называл себя в заграничных поездках Пётр Николаевич Дурново.
Кроме этого, Н. Ю. Татаров помог полиции раскрыть планы покушения эсеров на великого князя Владимира Александровича и предупредить о готовящемся съезде боевиков-эсеров в Нижнем Новгороде летом 1905 года. Татаровым был выдан и его покровитель в ЦК партии эсеров Н. С. Тютчев, хотя его арест в марте 1905 года Департамент полиции посчитал преждевременным, чем Тютчев и воспользовался, уехав в эмиграцию. С. Г. Кара-Мурза пишет, что только за 7—8 месяцев его службы с марта 1905 года Николай Юрьевич получил 16 100 руб. (платёжные документы были обнаружены в 1917 году), хотя Азеф за аналогичную работу получал всего 500—600 рублей в месяц. При этом историк отмечает, что Меньщиков предоставил в ЦК партии эсеров письмо с разоблачением как Татарова, так и Евно Азефа, но, поскольку авторитет последнего после покушения на В. К. Плеве был непререкаем, то эсеры, не поверив в такую беспринципность полиции и уверениям Николая Юрьевича, что предатель не он, а Азеф, поверили Евно Фишелевичу, которому удалось возложить всю вину на Татарова и добиться его казни. Однако после разоблачения самого Евно Азефа в 1908 году тот вспомнил убийство эсерами Николая Татарова и теперь уже чувствовал неуверенно себя сам.

## Причины провала Татарова и черты характера
По словам Прайсмана, причина быстрого провала Н. Ю. Татарова заключалась в нём самом. Несмотря на свою весьма высокую репутацию в среде эсеров, ум, эрудицию, выдержанный характер, умение вести конспиративную работу, революционную патетику бойца с самодержавием, его отличала некоторая прямолинейность в достижении цели полицейского осведомителя. Л. Г. Прайсман сообщает, «что Татаров действовал откровенно, нагло, совершенно не заботясь о прикрытии провокаторской деятельности, видимо, полностью полагаясь на своё громкое в революционных кругах имя», в отличие от Азефа, который вёл свою игру двойного агента исключительно обдуманно и виртуозно, почему и оставался нераскрытым ещё в течение трёх лет. Установлению факта сотрудничества Николая Юрьевича с политическим сыском способствовала и всеобщая амнистия октября 1905 года, когда многие арестованные эсеры вернулись из мест заключения и сообщили неблаговидные подробности осведомительной работы Татарова, которые привели к их аресту. Ошибкой осведомителя было и то, что он был замечен во время опознавания заключённых в Петропавловской крепости, арестованных по его оговору.
Народоволец и эсер А. В. Гедеоновский в 1925 году в автобиографии писал о своей встрече с Н. Ю. Татаровым в Ялте летом 1905 года. Встреча состоялась по поручению Н. С. Тютчева. Два эсера вели конспиративные переговоры о будущем составе ЦК партии, куда должен был войти и Николай Юрьевич. Гедеоновский сообщил, что его впечатление от этой встречи осталось очень тяжёлым — Татаров не внушал ему доверия. «Кроме того, он так запутался в конспирации и сохранении своей особы от всяких подозрений со стороны полиции, что некоторые его выходки были просто смешны». Точно таким же образом заявила о своём изначально отрицательном отношении к Татарову и ещё одному эсеровскому провокатору Н. К. Паули Е. К. Брешко-Брешковская. Она сделала это в статье «Три провокатора — Паули, Азеф, Татаров» в парижской газете «Дни» в 1925 году. По словам обозревателя журнала «Каторга и ссылка» Б. И. Николаевского, таким же образом «бабушка русской революции» заявляла о своём изначальном недовольстве введением Е. Ф. Азефа в состав ЦК партии эсеров, тем не менее это не помешало ей публично отвесить земной поклон Евно Фишелевичу после убийства им министра внутренних дел В. К. Плеве.
Историк революционного движения Б. И. Николаевский даёт в целом нелицеприятную оценку деятельности Татарова, негативно оценивая даже юношеское, до периода сотрудничества с охранкой, увлечение молодого человека революционной стихией: «Позёр и любитель хорошо пожить, в революционное движение Татаров пошёл только потому, что это давало возможность играть видную роль в той студенческой среде, в которой он вращался. Ни глубоких убеждений, ни стойкости у него не имелось. Пребывание в ссылке „излечило“ его от увлечения революцией, а родственные связи и знакомства позволили ему нащупать пути к заманчивой карьере, которая обещала дать много денег и возможностей хорошо пожить».

В воспоминаниях В. П. Денисенко о Татарове нет стремления доказать, что тот всегда был провокатором. «Каторга и ссылка», 1929, № 1 (50)

Мотив финансовой заинтересованности Николая Татарова не отрицал и бывший начальник Петербургского охранного отделения А. В. Герасимов. В своих мемуарах «На лезвии с террористами» он писал: «Сын протоиерея варшавского кафедрального собора, лет около 28 от роду, Татаров был выслан в Сибирь за организацию революционной, нелегальной типографии. Через посредство генерал-губернатора Западной Сибири графа Кутайсова Рачковский предложил Татарову довольно высокую сумму, и последний, в жажде денег и тяготясь ссылкой, выразил готовность поступить на службу в полицию». Бывший полицейский чиновник, как и прочие мемуаристы, без особой симпатии отзывался о своём бывшем подчинённом, отмечая лишь чрезвычайную драматичность убийства Татарова — «человека, помогшего нам набрести на след террористической группы» — и необыкновенное упорство в запирательстве на партийном дознании эсеров: «Анонимным письмом, вышедшим несомненно из полицейских кругов, Николай Татаров был разоблачён как шпион. Комиссия, назначенная Партией социалистов-революционеров, подвергла его перекрёстному допросу. Татаров запутался в противоречиях, был пойман на лжи, однако не сознался. Он знал уже, что наступит неизбежный, немедленный конец. В страхе неминуемой смерти он бежал в Варшаву и скрылся в квартире своего отца».
В негативном русле строятся суждения В. П. Денисенко, варшавского мемуариста с революционным прошлым, сослуживца Н. Ю. Татарова по Привислинской железной дороге, хорошо знавшего Николая Юрьевича в 1899 и в 1905—1906 годах. Сотрудничество с Департаментом полиции он объяснял желанием Татарова следовать принципу «цель оправдывает средства». Денисенко присоединился к мнению Н. С. Тютчева, считавшего, что Татарова привлекали «вино и женщины», «желание и жажда пожить вовсю» при отсутствии соответствующих материальных средств. Любовь Николая Юрьевича к «красивой жизни» во многом объединяла его с Евно Азефом. В. П. Денисенко упрекал своего бывшего сослуживца и в том, что тот всегда жил не по средствам, не зная счёт деньгам и вечно совершая незначительные долги окружающим. Он вменял ему в вину отсутствие твёрдых этических начал и наличие дефектов воспитания в детстве, сделавших его двоедушным и лицемерным. Всё это толкало Татарова взять от жизни возможно больше, а для того «и попытки его, продав себя охранке, получить средства, чтобы пожить».

## Внешний облик
В. П. Денисенко описывает своего бывшего приятеля человеком высокого роста и крепкого телосложения. Внешности Татарова уделяли внимание и другие мемуаристы: Ф. А. Назаров, Б. В. Савинков, А. В. Герасимов, хотя последний автор описывал сцену убийства Н. Ю. Татарова явно со слов двух предыдущих.
Максим Горький в очерке «О Гарине-Михайловском», написанном в 1927 году, дал ироничное описание внешности эсеровских провокаторов. Дело происходило летом 1905 года, когда Горький приехал на дачу И. Е. Репина в Куоккале, куда Н. Г. Гарин-Михайловский привёз 15 тысяч рублей для передачи их в кассу социал-демократов, но в пёстрой компании писателей и художников оказались и американский пианист О. С. Габрилович, и рабочий-большевик В. А. Шелгунов, и гапоновец П. Н. Петров. В одной из комнат дачи находились эсер П. М. Рутенберг и ещё не разоблачённые Е. Ф. Азеф и Н. Ю. Татаров, в другой комнате — меньшевик С. Н. Салтыков, В. Л. Бенуа и, возможно, И. В. Доброскок (Доброскаков, Добровольский, Николай-Золотые Очки), ещё не разоблачённый меньшевистский провокатор: «Мимо нас проследовали к поезду массивный, толстогубый, со свиными глазками Азеф, в тёмно-синем костюме, дородный, длинноволосый Татаров, похожий на переодетого соборного дьякона, вслед за ними ушли хмурый, сухонький Салтыков, скромный Бенуа. Помню, Рутенберг, подмигнув на своих провокаторов, похвастался мне:
— Наши-то солиднее ваших».

### Переводы с польского
- Стефан Жеромский, «Сумерки». Рассказ // Русское богатство, 1902, июнь, стр. 219—224.
- Владислав Реймонт, «В подземельях». Рассказ // Русское богатство, 1902, июнь, стр. 224—231.
- Георгий Глясс [Гжегож Гласс], «Как это случилось?» Рассказ // Русское богатство, 1902, июнь, стр. 232—239.
- Мария Конопницкая, «Яктон». Рассказ // Русское богатство, 1902, июнь, стр. 239—246.
- Стефан Жеромский, «Пепелище». Роман // Русское богатство, 1903, май, июнь, стр. 214—243.
- Владислав Реймонт, «Земля обетованная». Роман // Русское богатство, 1903, май, июнь, июль.